# Wellington Phoenix Football Club
Il Wellington Phoenix Football Club è una società calcistica neozelandese con sede a Wellington, dove fu fondata nel 2007. Milita nella A-League Men, la massima serie del campionato australiano di calcio.
La squadra disputa le gare casalinghe al Wellington Regional Stadium, impianto da 35 400 posti. Dal 2014 una squadra di riserve dei Phoenix milita nel massimo campionato neozelandese.

## Storia
Sul finire del campionato 2006-2007, la Federazione calcistica australiana (FFA) privò il NZL Knights della licenza per partecipare alla A-League nella stagione successiva a causa dei problemi finanziari e amministrativi del club. La FFA chiese poi alla Federazione calcistica neozelandese di trovare un nuovo club che potesse iscriversi alla A-League.
Terry Serepisos, un uomo d'affari di Wellington, mise a disposizione un milione di dollari per fondare un nuovo club da iscrivere alla A-League. La FFA si dichiarò soddisfatta dell'offerta e concesse a Serepisos una licenza triennale per partecipare al massimo campionato calcistico australiano.
Il 28 marzo 2007 il Wellington Phoenix si è ufficialmente iscritto alla A-League, serie da cui non è mai retrocesso durante la sua storia. Nel ruolo di allenatore fu ingaggiato Ricki Herbert. 
Nel loro primo incontro di A-League, davanti a 14 421 spettatori, i Phoenix pareggiarono per 2-2 contro il Melbourne Victory, segnando due reti negli ultimi sette minuti di gioco con il brasiliano Daniel e Shane Smeltz. La prima vittoria in trasferta per la squadra di Wellington arrivò il 4 settembre 2007 (2-1 contro il Sydney FC), mentre la prima vittoria casalinga è datata 30 settembre 2007 (4-1 contro il Perth Glory). Il 30 novembre 2007 ad assistere al match di A-League contro l'Adelaide United furono 18 345 persone, cifra che rappresenta il record di affluenza allo stadio nella storia del calcio neozelandese (nella partita contro i LA Galaxy, giocata il giorno prima, c'erano 31 853 spettatori, ma in quel caso si trattava di un'amichevole). La prima stagione in A-League fu comunque piuttosto avara di soddisfazioni per il Wellington Phoenix, che chiuse il campionato in ultima posizione, a pari punti con il Perth Glory, con 5 vittorie, 5 pareggi e 11 sconfitte, 25 reti segnate e 37 reti subite.
Nella stagione 2009-2010 il Wellington Phoenix divenne la prima squadra neozelandese a raggiungere i play-off di una competizione calcistica australiana. Il risultato fu raggiunto alla ventiseiesima giornata di campionato, quando il Brisbane Roar fu battuto dall'Adelaide Utd. Il 12 febbraio 2010, battendo il C.C. Mariners, il Phoenix chiuse al quarto posto, qualificandosi per il turno preliminare dei play-off contro il Perth Glory del 21 febbraio 2010. Sconfiggendo per 4-2 ai tiri di rigore il Glory dopo l'1-1 dei tempi supplementari, il Wellington Phoenix si qualificò per il turno seguente, contro il Newcastle Jets, che fu battuto per 3-1 dopo i tempi supplementari. Qualificatosi dunque per la semifinale preliminare, il Wellington Phoenix fu sconfitto per 4-2 dal Sydney FC. Il 20 aprile 2010 la federcalcio australiana estese la licenza del Wellington Phoenix a cinque anni, consentendo al club di gareggiare almeno fino alla fine della stagione 2015-2016.
Prima della stagione 2011-2012, Serepisos, in difficoltà finanziarie per insolvenze delle sue imprese nei confronti del fisco, attuò la cessione della proprietà del club ad un consorzio di sette imprenditori di Wellington capeggiati da Rob Morrison. 
Il 26 febbraio 2013, con i Phoenix all'ultimo posto della classifica sul finire del campionato 2012-2013, Ricki Herbert si dimise, dopo una serie di risultati molto deludenti. Gli subentrò il traghettatore Chris Greenacre, che rimase in carica sino alla fine della stagione. 
Il 20 maggio 2013 fu ingaggiato Ernie Merrick, reduce da sei anni di successi con il Melbourne Victory, con Greenacre nei panni di vice. 
Merrick si dimise il 5 dicembre 2016 e fu rimpiazzato, il 2 gennaio 2017, da Des Buckingham, che mantenne Greenacre nel ruolo di vice.
Il 30 maggio 2018 fu nominato allenatore Mark Rudan, con contratto biennale. Egli fu il primo allenatore dei Phoenix a esordire con una vittoria, per 2-1 contro il Newcastle Jets nella prima partita del campionato 2018-2019. Malgrado due rovesci alla terza e alla quinta giornata, la squadra riuscì poi a ottenere una striscia di nove partite senza sconfitte e il rendimento successivo fu complessivamente buono. I Phoenix chiusero al sesto posto la stagione regolare, qualificandosi ai play-off. Il 15 aprile 2019, però, fu annunciato che Rudan avrebbe lasciato il club neozelandese alla fine del campionato per motivi personali. Nella prima elimination final dei play-off la squadra fu eliminata dal Melbourne Victory (3-1). 
Il 4 maggio 2019 Ufuk Talay subentrò sulla panchina del Wellington Phoenix, che costruì una squadra di giovani. Furono ingaggiati Stefan Marinovic, Te Atawhai Hudson-Wihongi, Tim Payne e Callum McCowatt, oltre al messicano Ulises Dávila e l'inglese David Ball, oltre a Reno Piscopo, proveniente dal club italiano del Renate. Altri arrivi furono quelli di Walter Scott, Jaushua Sotirio, Cameron Devlin, Liam McGing, dell'esperto Luke DeVere e del tedesco Matti Steinmann. 

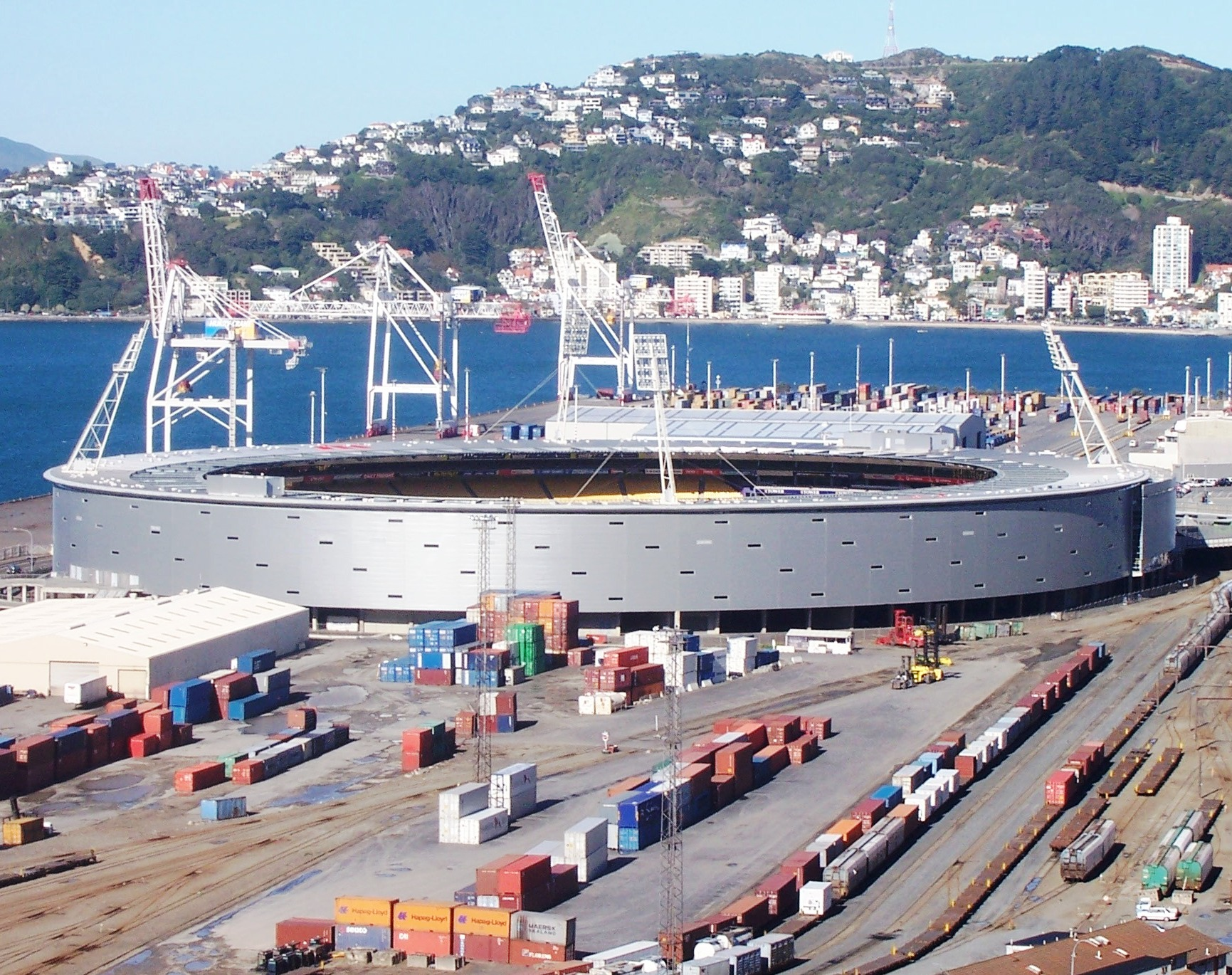
Il Westpac Stadium

## Allenatori
- Ricki Herbert (2007-2013)
- Chris Greenacre (ad interim, 2013)
- Ernie Merrick (2013-2016)
- Des Buckingham (2016-2017)
- Darije Kalezić (2017-2018)
- Chris Greenacre (ad interim, 2018)
- Mark Rudan (2018-2019)
- Ufuk Talay (2019-2023)
- Giancarlo Italiano (2023-)

## Strutture

### Stadio
I Wellington Phoenix giocano le gare interne al Wellington Regional Stadium (soprannominato "Ring of Fire" dai tifosi), che ha una capacità di oltre 35 000 spettatori. Questo stadio è stato costruito nel 1999 ed è costato 130 milioni di dollari neozelandesi. L'impianto sorge nelle vicinanze della stazione centrale di Wellington.

## Tifoseria
Gli Yellow Fever ("febbre gialla", in italiano) sono il primo club ufficiale di tifosi del Wellington Phoenix. Il nome venne scelto immaginando che i Phoenix FC avrebbero giocato con casacche gialle, visto che questo è il colore scelto in prevalenza da tutte le società sportive della regione. Quando venne annunciato che il colore ufficiale della squadra sarebbe stato il nero, il club di tifosi decise comunque di non cambiare il proprio nome.

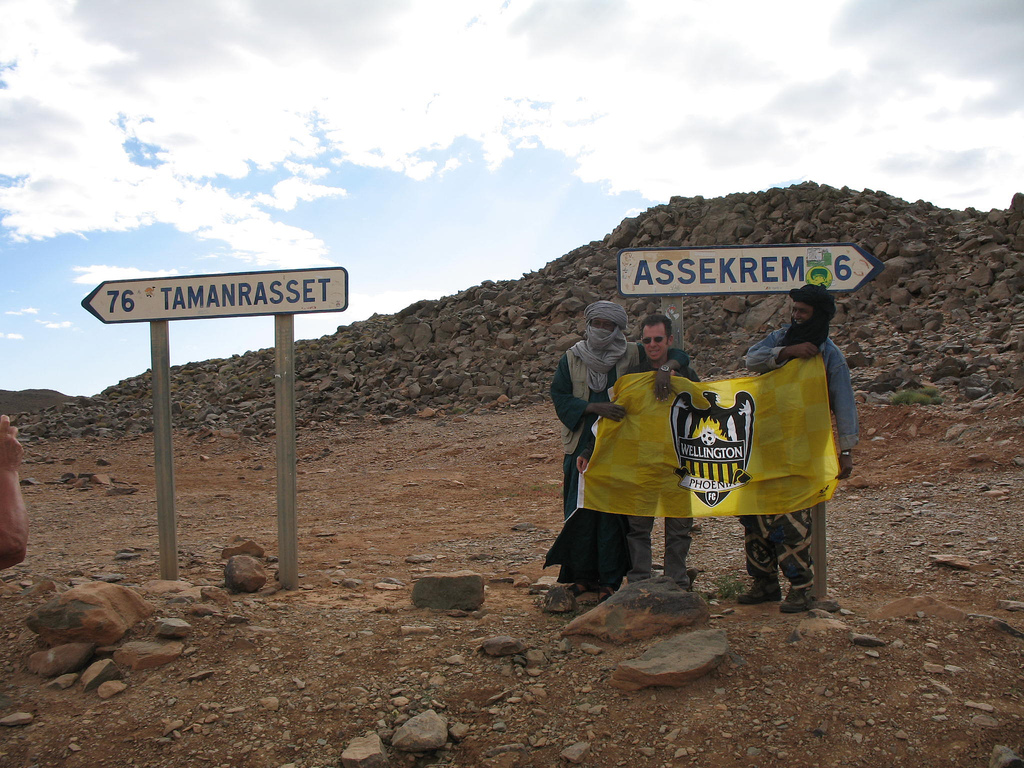
Tifosi del Phoenix in Algeria

## Divise

### Casa
| 2007-2009 | 2009-2011 | 2011- |

### Trasferta
| 2007-2009 | 2009-2011 | 2011- |

### Speciali
| Pre-stagionale 2007 | Speciale 2011-2012 |

## Palmarès

### Altri piazzamenti
- Campionato australiano:

Terzo posto: 2009-2010, 2019-2020

## Organico

### Rosa 2024-2025
Aggiornato al 10 ottobre 2024.
| N. |                               | Ruolo | Calciatore               |
| -- | ----------------------------- | ----- | ------------------------ |
| 3  | Nuova Zelanda (bandiera)      | D     | Corban Piper             |
| 4  | Inghilterra (bandiera)        | D     | Scott Wootton            |
| 5  | Nuova Zelanda (bandiera)      | C     | Fin Conchie              |
| 6  | Nuova Zelanda (bandiera)      | C     | Tim Payne                |
| 7  | Nuova Zelanda (bandiera)      | A     | Kosta Barbarouses        |
| 9  | Giappone (bandiera)           | C     | Hideki Ishige            |
| 10 | Inghilterra (bandiera)        | C     | David Ball               |
| 11 | Macedonia del Nord (bandiera) | C     | Stefan Colakovski        |
| 12 | Australia (bandiera)          | C     | Mohamed Al-Taay          |
| 14 | Nuova Zelanda (bandiera)      | C     | Alex Rufer               |
| 15 | Nuova Zelanda (bandiera)      | D     | Isaac Hughes             |
| 16 | Nuova Zelanda (bandiera)      | C     | Luke Brooke-Smith        |
| 17 | Nuova Zelanda (bandiera)      | C     | Gabriel Sloane-Rodrigues |

| N. |                          | Ruolo | Calciatore        |
| -- | ------------------------ | ----- | ----------------- |
| 18 | Nuova Zelanda (bandiera) | D     | Lukas Kelly-Heald |
| 19 | Nuova Zelanda (bandiera) | C     | Sam Sutton        |
| 21 | Nuova Zelanda (bandiera) | C     | Marco Rojas       |
| 23 | Nuova Zelanda (bandiera) | A     | Luke Supyk        |
| 24 | Nuova Zelanda (bandiera) | D     | Oskar van Hattum  |
| 25 | Giappone (bandiera)      | C     | Kazuki Nagasawa   |
| 27 | Nuova Zelanda (bandiera) | D     | Matthew Sheridan  |
| 30 | Nuova Zelanda (bandiera) | P     | Alby Kelly-Heald  |
| 35 | Nuova Zelanda (bandiera) | P     | Dublin Boon       |
| 39 | Nuova Zelanda (bandiera) | D     | Jayden Smith      |
|    | Nuova Zelanda (bandiera) | C     | Paulo Retre       |
|    | Nigeria (bandiera)       | P     | Joshua Oluwayemi  |

### Rosa 2023-2024
Aggiornato all'1 ottobre 2023.
| N. |                          | Ruolo | Calciatore        |
| -- | ------------------------ | ----- | ----------------- |
| 3  | Nuova Zelanda (bandiera) | D     | Finn Surman       |
| 4  | Inghilterra (bandiera)   | D     | Scott Wootton     |
| 5  | Nuova Zelanda (bandiera) | C     | Fin Conchie       |
| 6  | Nuova Zelanda (bandiera) | C     | Tim Payne         |
| 7  | Nuova Zelanda (bandiera) | A     | Kosta Barbarouses |
| 8  | Nuova Zelanda (bandiera) | C     | Ben Old           |
| 9  | Polonia (bandiera)       | A     | Oskar Zawada      |
| 10 | Inghilterra (bandiera)   | C     | David Ball        |
| 11 | Bulgaria (bandiera)      | C     | Božidar Kraev     |
| 12 | Australia (bandiera)     | C     | Mohamed Al-Taay   |

| N. |                          | Ruolo | Calciatore          |
| -- | ------------------------ | ----- | ------------------- |
| 14 | Nuova Zelanda (bandiera) | C     | Alex Rufer          |
| 15 | Australia (bandiera)     | C     | Nicholas Pennington |
| 18 | Nuova Zelanda (bandiera) | D     | Lukas Kelly-Heald   |
| 19 | Nuova Zelanda (bandiera) | C     | Sam Sutton          |
| 23 | Nuova Zelanda (bandiera) | C     | Luke Supy           |
| 24 | Nuova Zelanda (bandiera) | D     | Oskar van Hattum    |
| 25 | Australia (bandiera)     | P     | Jack Duncan         |
| 26 | Brasile (bandiera)       | D     | Isaac Hughes        |
| 35 | Nuova Zelanda (bandiera) | C     | Noah Karunaratne    |
| 40 | Nuova Zelanda (bandiera) | P     | Alex Paulsen        |

### Rosa 2022-2023
Aggiornato al 28 settembre 2022.
| N. |                          | Ruolo | Calciatore          |
| -- | ------------------------ | ----- | ------------------- |
| 3  | Nuova Zelanda (bandiera) | D     | Finn Surman         |
| 4  | Inghilterra (bandiera)   | D     | Scott Wootton       |
| 6  | Nuova Zelanda (bandiera) | C     | Tim Payne           |
| 7  | Nuova Zelanda (bandiera) | A     | Kosta Barbarouses   |
| 8  | Nuova Zelanda (bandiera) | C     | Ben Old             |
| 9  | Polonia (bandiera)       | A     | Oskar Zawada        |
| 10 | Inghilterra (bandiera)   | C     | David Ball          |
| 11 | Bulgaria (bandiera)      | C     | Božidar Kraev       |
| 13 | Australia (bandiera)     | C     | Nicholas Pennington |
| 14 | Nuova Zelanda (bandiera) | C     | Alex Rufer          |
| 17 | Nuova Zelanda (bandiera) | D     | Callan Elliot       |

| N. |                          | Ruolo | Calciatore       |
| -- | ------------------------ | ----- | ---------------- |
| 18 | Nuova Zelanda (bandiera) | A     | Ben Waine        |
| 19 | Nuova Zelanda (bandiera) | C     | Sam Sutton       |
| 20 | Nuova Zelanda (bandiera) | P     | Oliver Sail      |
| 21 | Australia (bandiera)     | D     | Joshua Laws      |
| 23 | Nuova Zelanda (bandiera) | C     | Clayton Lewis    |
| 24 | Nuova Zelanda (bandiera) | D     | Oskar van Hattum |
| 31 | Brasile (bandiera)       | C     | Yan Sasse        |
| 40 | Nuova Zelanda (bandiera) | P     | Alex Paulsen     |
|    | Australia (bandiera)     | C     | Steven Ugarković |
|    | Australia (bandiera)     | D     | Lucas Mauragis   |

### Rosa 2021-2022
Aggiornato al 11 marzo 2022.
| N. |                               | Ruolo | Calciatore          |
| -- | ----------------------------- | ----- | ------------------- |
| 3  | Macedonia del Nord (bandiera) | D     | Matthew Bozinovski  |
| 4  | Inghilterra (bandiera)        | D     | Scott Wootton       |
| 5  | Nuova Zelanda (bandiera)      | D     | James McGarry       |
| 6  | Nuova Zelanda (bandiera)      | C     | Tim Payne           |
| 7  | Messico (bandiera)            | C     | Gael Sandoval       |
| 8  | Nuova Zelanda (bandiera)      | C     | Ben Old             |
| 9  | Inghilterra (bandiera)        | A     | David Ball          |
| 10 | Australia (bandiera)          | C     | Reno Piscopo        |
| 11 | Nuova Zelanda (bandiera)      | C     | Jaushua Sotirio     |
| 13 | Italia (bandiera)             | C     | Nicholas Pennington |
| 14 | Nuova Zelanda (bandiera)      | C     | Alex Rufer          |

| N. |                          | Ruolo | Calciatore    |
| -- | ------------------------ | ----- | ------------- |
| 16 | Nuova Zelanda (bandiera) | D     | Louis Fenton  |
| 17 | Nuova Zelanda (bandiera) | D     | Callan Elliot |
| 18 | Nuova Zelanda (bandiera) | A     | Ben Waine     |
| 19 | Nuova Zelanda (bandiera) | C     | Sam Sutton    |
| 20 | Nuova Zelanda (bandiera) | P     | Oliver Sail   |
| 21 | Australia (bandiera)     | D     | Joshua Laws   |
| 23 | Nuova Zelanda (bandiera) | C     | Clayton Lewis |
| 31 | Inghilterra (bandiera)   | D     | Kurtis Mogg   |
| 32 | Nuova Zelanda (bandiera) | A     | George Ott    |
| 88 | Inghilterra (bandiera)   | A     | Gary Hooper   |

### Rosa 2020-2021
Aggiornato al 31 dicembre 2020.
| N. |                          | Ruolo | Calciatore                |
| -- | ------------------------ | ----- | ------------------------- |
| 1  | Nuova Zelanda (bandiera) | P     | Stefan Marinovic          |
| 2  | Australia (bandiera)     | D     | Liam McGing               |
| 3  | Australia (bandiera)     | D     | Luke DeVere               |
| 4  | Nuova Zelanda (bandiera) | D     | Te Atawhai Hudson-Wihongi |
| 5  | Nuova Zelanda (bandiera) | D     | James McGarry             |
| 6  | Nuova Zelanda (bandiera) | C     | Tim Payne                 |
| 7  | Australia (bandiera)     | C     | Reno Piscopo              |
| 8  | Australia (bandiera)     | C     | Cameron Devlin            |
| 9  | Inghilterra (bandiera)   | A     | David Ball                |
| 10 | Messico (bandiera)       | C     | Ulises Dávila             |
| 11 | Nuova Zelanda (bandiera) | C     | Jaushua Sotirio           |
| 12 | Nuova Zelanda (bandiera) | C     | Matthew Ridenton          |

| N. |                          | Ruolo | Calciatore       |
| -- | ------------------------ | ----- | ---------------- |
| 14 | Nuova Zelanda (bandiera) | C     | Alex Rufer       |
| 15 | Australia (bandiera)     | A     | Mirza Muratovic  |
| 16 | Nuova Zelanda (bandiera) | D     | Louis Fenton     |
| 17 | Israele (bandiera)       | A     | Tomer Hemed      |
| 18 | Nuova Zelanda (bandiera) | A     | Ben Waine        |
| 19 | Nuova Zelanda (bandiera) | C     | Sam Sutton       |
| 20 | Nuova Zelanda (bandiera) | P     | Oliver Sail      |
| 21 | Australia (bandiera)     | C     | Joshua Laws      |
| 23 | Nuova Zelanda (bandiera) | C     | Clayton Lewis    |
| 30 | Nuova Zelanda (bandiera) | P     | Zac Jones        |
| 33 | Nuova Zelanda (bandiera) | A     | Oskar van Hattum |

### Rosa 2019-2020
Aggiornato al 15 marzo 2020.
| N. |                          | Ruolo | Calciatore                |
| -- | ------------------------ | ----- | ------------------------- |
| 1  | Nuova Zelanda (bandiera) | P     | Stefan Marinovic          |
| 2  | Australia (bandiera)     | D     | Liam McGing               |
| 3  | Australia (bandiera)     | D     | Luke DeVere               |
| 4  | Nuova Zelanda (bandiera) | D     | Te Atawhai Hudson-Wihongi |
| 5  | Germania (bandiera)      | C     | Matti Steinmann           |
| 6  | Nuova Zelanda (bandiera) | C     | Tim Payne                 |
| 7  | Australia (bandiera)     | C     | Reno Piscopo              |
| 8  | Australia (bandiera)     | C     | Cameron Devlin            |
| 9  | Inghilterra (bandiera)   | A     | David Ball                |
| 10 | Messico (bandiera)       | C     | Ulises Dávila             |
| 11 | Nuova Zelanda (bandiera) | C     | Jaushua Sotirio           |
| 12 | Australia (bandiera)     | C     | Brandon Wilson            |

| N. |                          | Ruolo | Calciatore       |
| -- | ------------------------ | ----- | ---------------- |
| 13 | Nuova Zelanda (bandiera) | D     | Liberato Cacace  |
| 14 | Nuova Zelanda (bandiera) | C     | Alex Rufer       |
| 16 | Nuova Zelanda (bandiera) | D     | Louis Fenton     |
| 17 | Nuova Zelanda (bandiera) | C     | Callan Elliot    |
| 20 | Nuova Zelanda (bandiera) | P     | Oliver Sail      |
| 21 | Nuova Zelanda (bandiera) | C     | Callum McCowatt  |
| 23 | Australia (bandiera)     | D     | Walter Scott     |
| 27 | Inghilterra (bandiera)   | D     | Steven Taylor    |
| 31 | Nuova Zelanda (bandiera) | A     | Ben Waine        |
| 32 | Nuova Zelanda (bandiera) | C     | Sam Sutton       |
| 33 | Nuova Zelanda (bandiera) | A     | Oskar van Hattum |
| 88 | Inghilterra (bandiera)   | A     | Gary Hooper      |

### Rosa 2018-2019
Aggiornato al 10 luglio 2018.
| N. |                          | Ruolo | Calciatore          |
| -- | ------------------------ | ----- | ------------------- |
| 1  | Australia (bandiera)     | P     | Lewis Italiano      |
| 2  | Australia (bandiera)     | D     | Daniel Mullen       |
| 3  | Australia (bandiera)     | D     | Scott Galloway      |
| 4  | Croazia (bandiera)       | C     | Goran Paracki       |
| 5  | Australia (bandiera)     | D     | Ryan Lowry          |
| 6  | Australia (bandiera)     | D     | Dylan Fox           |
| 7  | Brasile (bandiera)       | C     | Guhilherme Finkler  |
| 9  | Serbia (bandiera)        | A     | Andrija Kaluđerović |
| 10 | Nuova Zelanda (bandiera) | C     | Michael McGlinchey  |
| 11 | Nuova Zelanda (bandiera) | A     | Hamish Watson       |
| 12 | Australia (bandiera)     | A     | Adam Parkhouse      |
| 14 | Nuova Zelanda (bandiera) | C     | Alex Rufer          |

| N. |                          | Ruolo | Calciatore                |
| -- | ------------------------ | ----- | ------------------------- |
| 15 | Nuova Zelanda (bandiera) | C     | James McGarry             |
| 18 | Nuova Zelanda (bandiera) | D     | Sarpreet Singh            |
| 19 | Nuova Zelanda (bandiera) | D     | Tom Doyle                 |
| 21 | Figi (bandiera)          | A     | Roy Krishna               |
| 22 | Nuova Zelanda (bandiera) | D     | Andrew Durante (capitano) |
| 23 | Nuova Zelanda (bandiera) | C     | Matthew Ridenton          |
| 24 | Nuova Zelanda (bandiera) | A     | Logan Rogerson            |
| 27 | Nuova Zelanda (bandiera) | C     | Liam Wood                 |
| 30 | Nuova Zelanda (bandiera) | P     | Keegan Smith              |
|    | Nuova Zelanda (bandiera) | P     | Oliver Sail               |
|    | Inghilterra (bandiera)   | D     | Steven Taylor             |